# Mooreov automat
U teoriji izračunljivosti, Mooreov automat (ili Mooreov stroj) je konačni automat u kojem je izlazna funkcija pridružena isključivo trenutnom stanju stroja, i ne ovisi o ulazu. Dijagram stanja za Mooreov automat uključuje izlazni znak (simbol) za svako stanje.
Usporedi s Mealyevim automatom, u kojem je pak funkcija izlaza pridružena i stanju i ulaznom znaku, te na taj način preslikava prijelaze stroja na izlaz.
Ime Mooreov automat vuče korijen od svoga promicatelja: Edwarda F. Moorea, jednog od pionira konačnih automata, koji ih je prvi opisao u radu Gedanken-experiments on Sequential Machines, pp 129 – 153, Automata Studies, Annals of Mathematical Studies, no. 34, Princeton University Press, Princeton, N. J., 1956.

## Formalna definicija
Mooreov automat se može definirati kao uređena šestorka:
{ S, S0, Σ, Λ, T, G } koju čine 

- konačan skup stanja ( S )
- početno (ili inicijalno) stanje S0 koje je element skupa (S)
- konačan skup ulaznih znakova (ulazna abeceda) ( Σ )
- konačan skup izlaznih znakova (izlazna abeceda) ( Λ )
- funkcija prijelaza (T : S × Σ → S) koja preslikava trenutno stanje i ulazni znak u sljedeće stanje
- izlazna funkcija (G : S → Λ) koja preslikava svako stanje u znak izlazne abecede

Broj stanja u Mooreovom automatu će biti veći ili jednak broju stanja istovjetnog Mealyevog automata